# 深広寺 (東京都港区)
深広寺（しんこうじ）は、東京都港区にある浄土宗の寺院。

## 歴史
1594年（文禄元年）に開山された。元々は江戸西久保（現・港区虎ノ門）に位置していたが、1678年（延宝6年）に現在地に移転した。
この場所は、1626年（寛永3年）に江戸幕府第2代将軍徳川秀忠の正室（御台所）崇源院を火葬した所であり、その一連の葬儀を挙行した功績により、当寺に与えられたものである。
当寺の門の扁額「高明山」は佐藤一斎の筆である。一斎を含め、佐藤一族の墓がある。

## 墓所
以下の人物が葬られている。
- 佐藤家（岩村藩儒臣の家、佐藤一斎もその一員）
- 河田迪斎（儒者、一斎の弟子で女婿） - 1855年（安政2年）没
- 若山勿堂（昌平黌儒官、一斎の弟子） - 1867年（慶応3年）没

## 交通アクセス
- 六本木駅より徒歩1分。